# Sebastian Stan
Sebastian Stan (13 d'agost de 1982) és un actor romano-estatunidenc. A la televisió ha interpretat Carter Baizen a Gossip Girl, el príncep Jack Benjamin a Kings, Jefferson a Once Upon a Time i T.J. Hammond a Political Animals.
Va guanyar reconeixement amb el paper de Bucky Barnes / Winter Soldier a Marvel Cinematic Universe, amb les pel·lícules Captain America: The First Avenger (2011), Captain America: The Winter Soldier (2014), Ant-Man (2015), Captain America: Civil War (2016), Black Panther (2018), Avengers: Infinity War (2018) i Avengers: Endgame (2019). El 2015 va coprotagonitzar la comèdia dramàtica Ricki i la pel·lícula de ciència-ficció The Martian. El 2017 va interpretar Jeff Gillooly al biopic Jo, Tonya.

## Infantesa
Stan, va néixer a Constanţa (Romania). Ha declarat que els seus pares es van divorciar quan tenia 2 anys. Quan tenia vuit anys, Stan i la seva mare, Georgeta Orlovschi, es van traslladar a Viena (Àustria), on Georgeta va treballar com a pianista, després de la Revolució romanesa. Quatre anys més tard, es van traslladar al comtat de Rockland (Nova York), després que la seva mare es casés amb Anthony Fruhauf, el cap d'una escola del comtat, on Stan va ser educat. Va ser educat a l'Església Ortodoxa Romanesa.
Durant la seva etapa a l'escola de Rockland, va protagonitzar produccions com Harvey, Cyrano de Bergerac, La botiga dels horrors, Over Here! i West Side Story. També va assistir al campament d'estiu de Stagedoor Manor, on va ser triat en moltes produccions de camp. Va ser llavors que va decidir prendre's de debò l'actuació, i va començar a sol·licitar programes d'actuació en diverses universitats. Va ser acceptat i va assistir a la Mason Gross School of the Arts de la Universitat Rutgers, que també li va donar l'oportunitat de passar un any a l'estranger estudiant interpretació al The Globe a Londres (Anglaterra). Stan va esdevenir ciutadà dels Estats Units el 2002.

## Carrera
Després d'una aparició en la pel·lícula 71 Fragments of a Chronology of Chance, la carrera de Stan va començar de debò el 2003 amb un paper a Law & Order. Això va anar seguit de diverses aparicions cinematogràfiques, incloent-hi a Tony n' Tina's Wedding, The Architect, i El pacte, abans d'aconseguir un paper recurrent a Gossip Girl com a Carter Baizen, a partir de 2007. Stan va interpretar un paper principal en la sèrie de 2009 Kings com a Jack Benjamin. El 2010, va aparèixer en el thriller de ballet de Darren Aronofsky, El cigne negre i en la comèdia Jacuzzi al passat com l'antagonista Blaine. El juliol de 2011, va interpretar Bucky Barnes en la pel·lícula Captain America: The First Avenger, basada en el personatge de Marvel Comics. Encara que va ser la seva primera pel·lícula en la franquícia, no formava part del contracte de nou pel·lícules que tenia amb Marvel Studios.

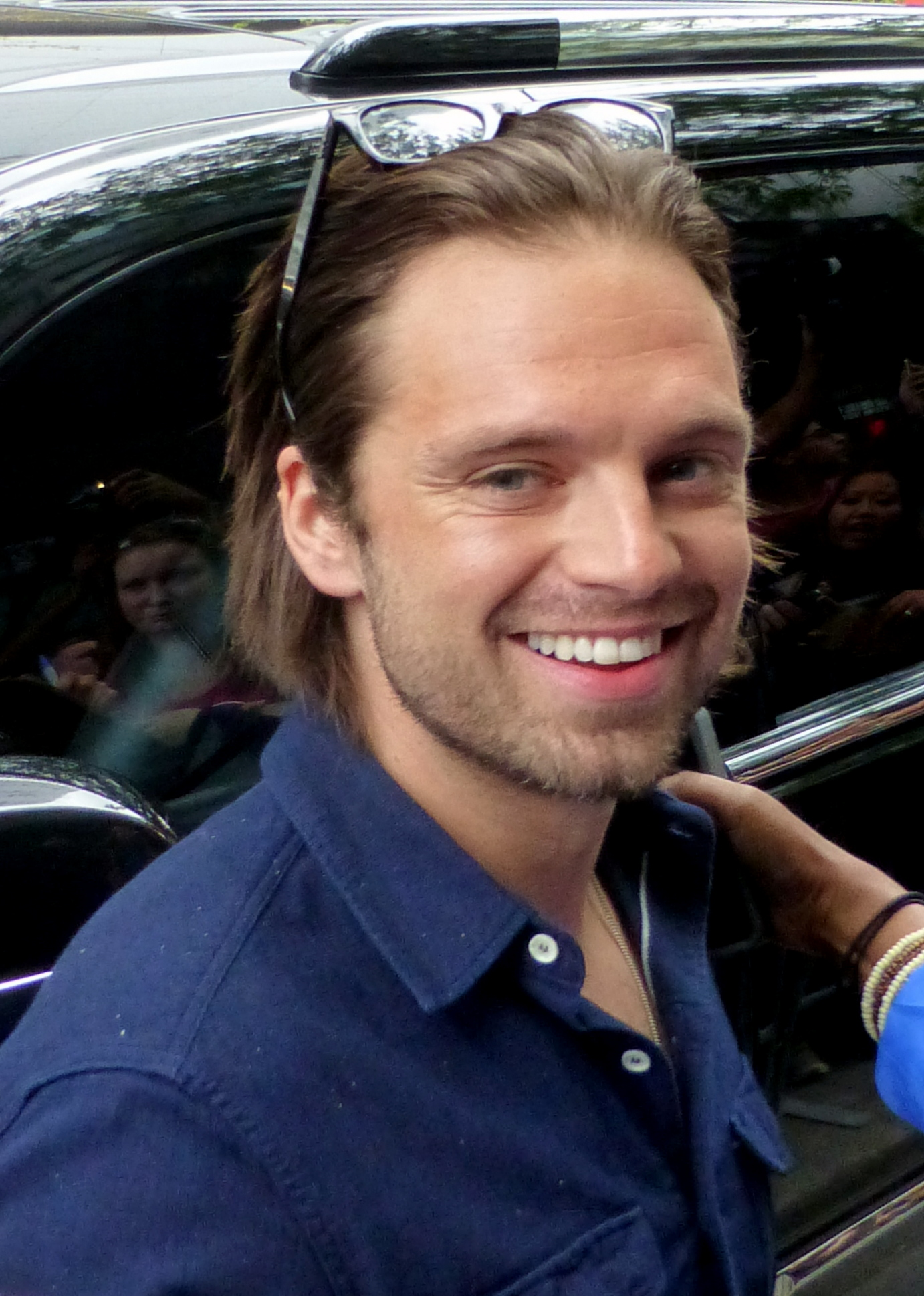
Stan en un acte per The Martian el 2015.

El 2012, va protagonitzar el thriller Sense rastre, la pel·lícula de terror sobrenatural The Apparition, i va començar un paper recurrent a Once Upon a Time com el barreter boig. Al principi es va informar que el tornaria a interpretar al spin-off Once Upon a Time in Wonderland, a causa del seu compromís amb l'univers cinematogràfic de Marvel, però Edward Kitsis va revelar el mes següent que a causa de la reacció dels fans i el respecte per l'actuació de Stan, el personatge no apareixeria interpretat per cap altre actor. El mateix any, també va aparèixer a la minisèrie d'USA Network Political Animals com el fill gai problemàtic de l'exprimera dama, per la qual va ser nominat al Premi de la Crítica Televisiva al millor actor secundari en pel·lícula/minisèrie. El 2013, Stan va interpretar Hal Carter a la producció de William Inge Picnic, al teatre American Airlines de Nova York.
El 2014, Stan va repetir el seu paper de Bucky Barnes, ara anomenat Winter Soldier, en la primera pel·lícula del seu contracte de nou pel·lícules, Captain America: The Winter Soldier. El 2015, va interpretar Joshua Brummel a Ricki, i va coprotagonitzar The Martian com el científic de la NASA Dr. Chris Beck, i The Bronze com a Lance Tucker. Stan va repetir el seu paper com a Winter Soldier a Ant-Man de 2015, fent-hi un cameo, i Captain America: Civil War el 2016. El 2017, Stan va coprotagonitzar la comèdia Logan Lucky de Steven Soderbergh com el pilot NASCAR, Dayton White, i va interpretar Jeff Gillooly en el biopic de Craig Gillespie Jo, Tonya, basat en la vida de Tonya Harding, i també va protagonitzar el drama I'm Not Here.

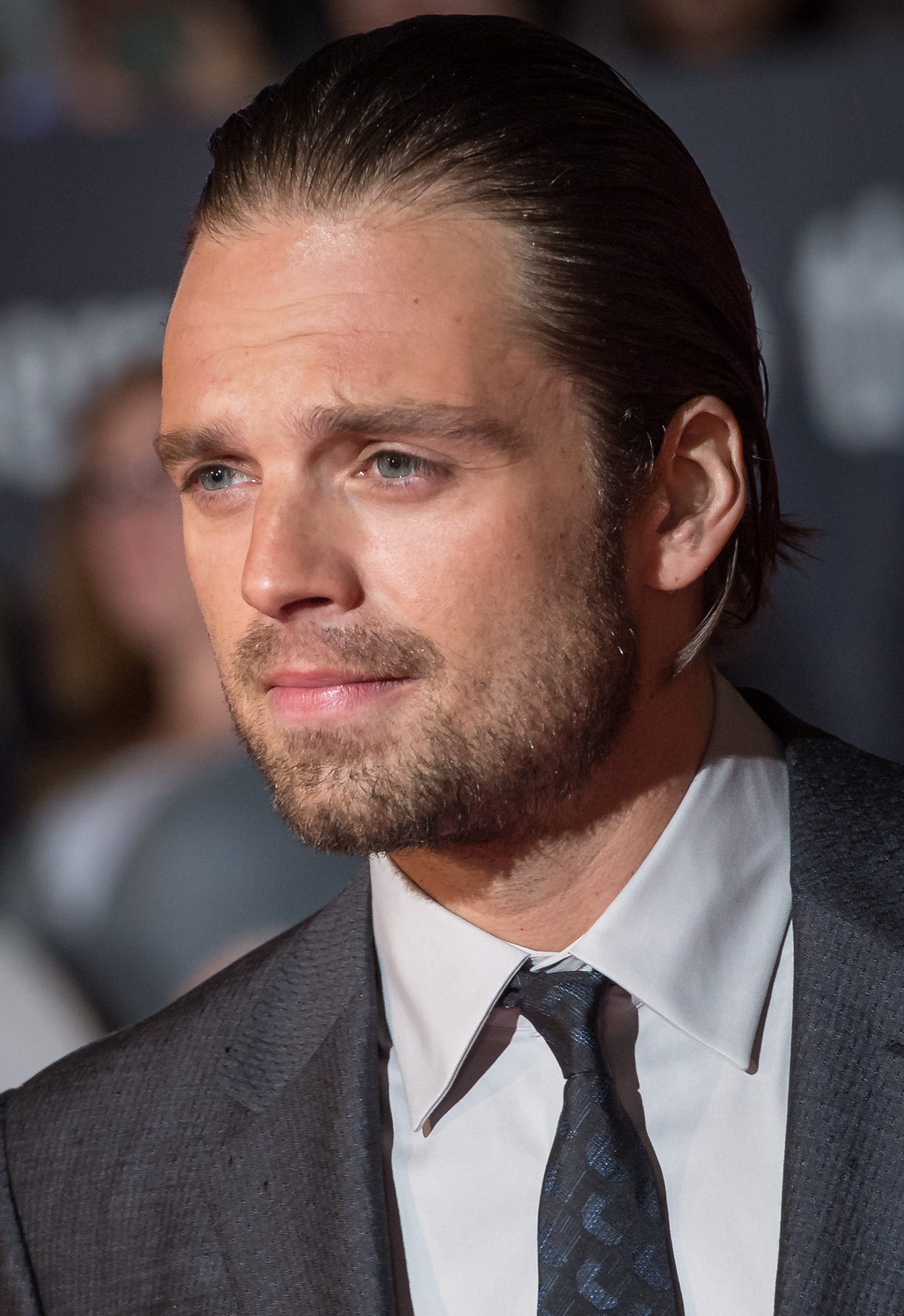
Stan al Festival de Cinema de Toronto de 2015.

El 2018, Stan va tornar a interpretar el paper de Winter Soldier en l'univers cinematogràfic de Marvel, tant a Black Panther, amb un cameo sense acreditar, i a Avengers: Infinity War. Després va aparèixer al costat de Nicole Kidman al thriller Destroyer: Una dona ferida. Stan va interpretar Charles Blackwood a We Have Always Lived in the Castle, una adaptació de la novel·la de Shirley Jackson del mateix nom. La primera pel·lícula de Stan de 2019 va ser Avengers: Endgame, estrenada a l'abril, per la qual va repetir el seu paper com Bucky Barnes / Winter Soldier. La seva segona pel·lícula de l'any, Endings, Beginnings, es va estrenar al Festival Internacional de Cinema de Toronto al setembre.
També va ser el protagonista de The Last Full Measure de Scott Huffman, un drama sobre la guerra del Vietnam, i va aparèixer a Monday i The Chain. Al febrer de 2019, va reemplaçar Chris Evans en la pel·lícula dramàtica The Devil All the Time. A l'abril de 2019, Disney va confirmar una sèrie de televisió de Marvel protagonitzada per Stan i Anthony Mackie, anomenada The Falcon and the Winter Soldier, que seria emesa el 2020. El maig de 2019, Stan es va unir al repartiment del thriller d'espies 355, el rodatge de la qual va començar el juliol de 2019.

## Filmografia

### Pel·lícules
| Any          | Títol                                  | Paper                         | Notes                 |
| ------------ | -------------------------------------- | ----------------------------- | --------------------- |
| 1994         | 71 Fragments of a Chronology of Chance | Nen al metro                  |                       |
| 2004         | Tony n' Tina's Wedding                 | Johnny Nunzio                 |                       |
| 2005         | Red Doors                              | Simon                         |                       |
| 2006         | The Architect                          | Martin Waters                 |                       |
| 2006         | El pacte (The Covenant)                | Chase Collins                 |                       |
| 2007         | The Education of Charlie Banks         | Leo Reilly                    |                       |
| 2008         | La boda de la Rachel                   | Walter                        |                       |
| 2009         | American Playboy                       | Harry                         |                       |
| 2010         | Jacuzzi al passat                      | Blaine                        |                       |
| 2010         | El cigne negre                         | Andrew / Pretendent           |                       |
| 2011         | Captain America: The First Avenger     | Bucky Barnes                  |                       |
| 2012         | Sense rastre                           | Billy                         |                       |
| 2012         | The Apparition                         | Ben Curtis                    |                       |
| 2014         | Captain America: The Winter Soldier    | Bucky Barnes / Winter Soldier |                       |
| 2015         | Ant-Man                                | Bucky Barnes / Winter Soldier | Cameo sense acreditar |
| 2015         | The Bronze                             | Lance Tucker                  |                       |
| 2015         | Ricki                                  | Joshua Brummel                |                       |
| 2015         | The Martian                            | Dr. Chris Beck                |                       |
| 2016         | Captain America: Civil War             | Bucky Barnes / Winter Soldier |                       |
| 2017         | Logan Lucky                            | Dayton White                  |                       |
| 2017         | Jo, Tonya                              | Jeff Gillooly                 |                       |
| 2017         | I'm Not Here                           | Steve                         |                       |
| 2018         | Black Panther                          | Bucky Barnes / Winter Soldier | Cameo sense acreditar |
| 2018         | Avengers: Infinity War                 | Bucky Barnes / Winter Soldier |                       |
| 2018         | Destroyer: Una dona ferida             | Detectiu Chris                |                       |
| 2018         | We Have Always Lived in the Castle     | Charles Blackwood             |                       |
| 2019         | Avengers: Endgame                      | Bucky Barnes / Winter Soldier |                       |
| 2019         | Endings, Beginnings                    | Frank                         |                       |
| 2019         | The Last Full Measure                  | Scott Huffman                 |                       |
| 2020         | Monday                                 | Mickey                        | Postproducció         |
| 2020         | The Devil All the Time                 | Lee Bodecker                  | Postproducció         |
| 2021         | 355                                    | Per a anunciar                | Postproducció         |
| Per anunciar | Kill Switch                            | Per a anunciar                | Preproducció          |
| 2024         | Captain America: New World Order       | Bucky Barnes / Winter Soldier | Preproducció          |

### Televisió
| Any       | Títol                             | Paper                         | Notes                 |
| --------- | --------------------------------- | ----------------------------- | --------------------- |
| 2003      | Law & Order                       | Justin Capshaw                | Episodi: «Sheltered»  |
| 2007–2010 | Gossip Girl                       | Carter Baizen                 | 11 episodis           |
| 2009      | Kings                             | Jack Benjamin                 | 13 episodis           |
| 2012      | Once Upon a Time                  | Jefferson / Barreter boig     | 6 episodis            |
| 2012      | Political Animals                 | T.J. Hammond                  | Minisèrie; 6 episodis |
| 2012      | Labyrinth                         | Will Franklyn                 | Minisèrie; 2 episodis |
| 2017      | I'm Dying Up Here                 | Clay Appuzzo                  | Episodi: «Pilot»      |
| 2020      | The Falcon and the Winter Soldier | Bucky Barnes / Winter Soldier | En producció          |
| 2021      | What If...?                       | Bucky Barnes / Winter Soldier | Veu, en rodatge       |